# Cannobio
Cannobio is een gemeente in de Italiaanse provincie Verbano-Cusio-Ossola (regio Piëmont) en telt 5114 inwoners (31-12-2004). De oppervlakte bedraagt 51,2 km², de bevolkingsdichtheid is 100 inwoners per km².

## Demografie
Cannobio telt ongeveer 2204 huishoudens. Het aantal inwoners daalde in de periode 1991-2001 met 4,9% volgens cijfers uit de tienjaarlijkse volkstellingen van ISTAT.
| Jaar | Inwoneraantal |
| ---- | ------------- |
| 1991 | 5234          |
| 2001 | 4977          |
| 2004 | 5114          |

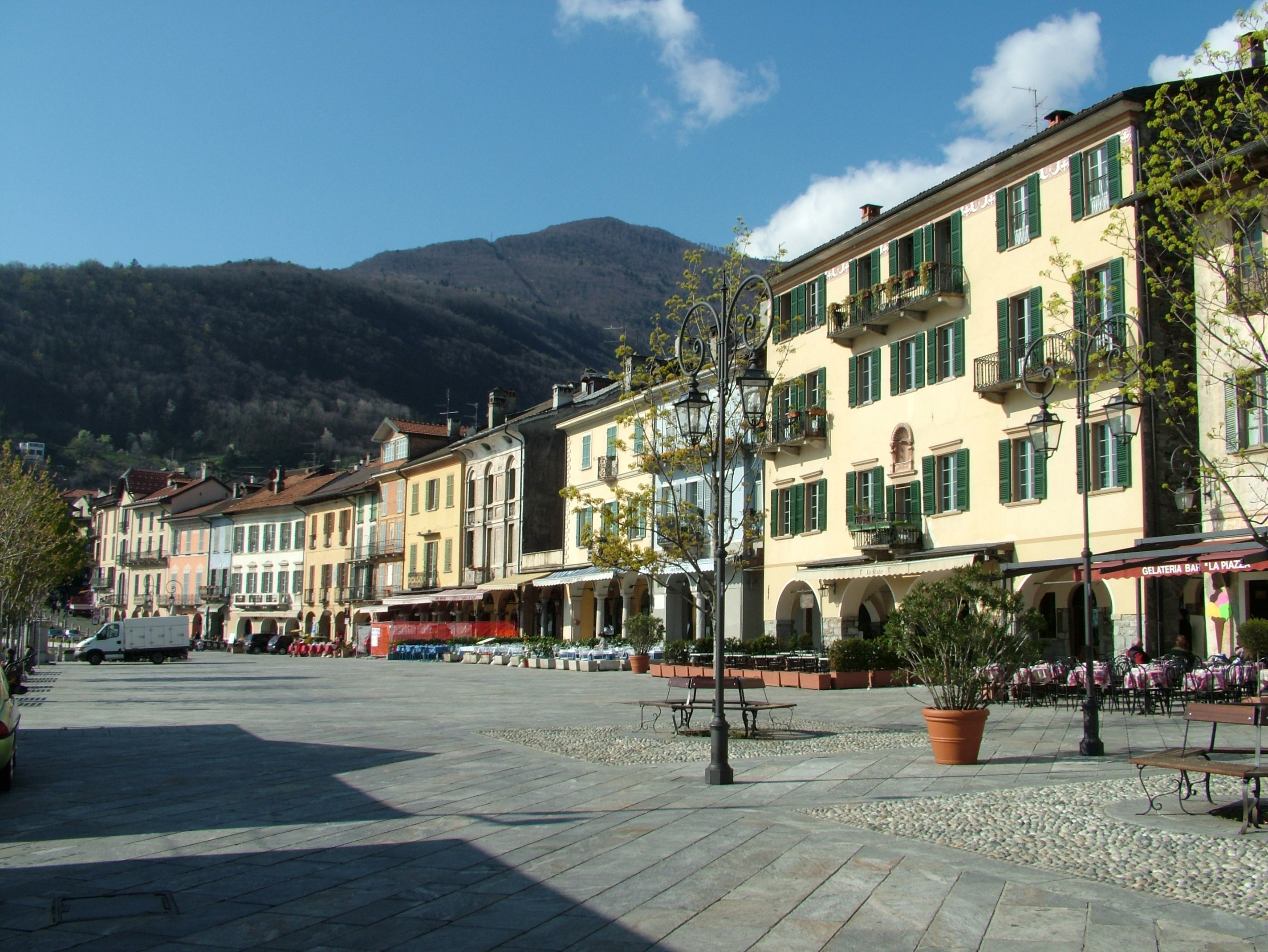
De boulevard langs het Lago Maggiore

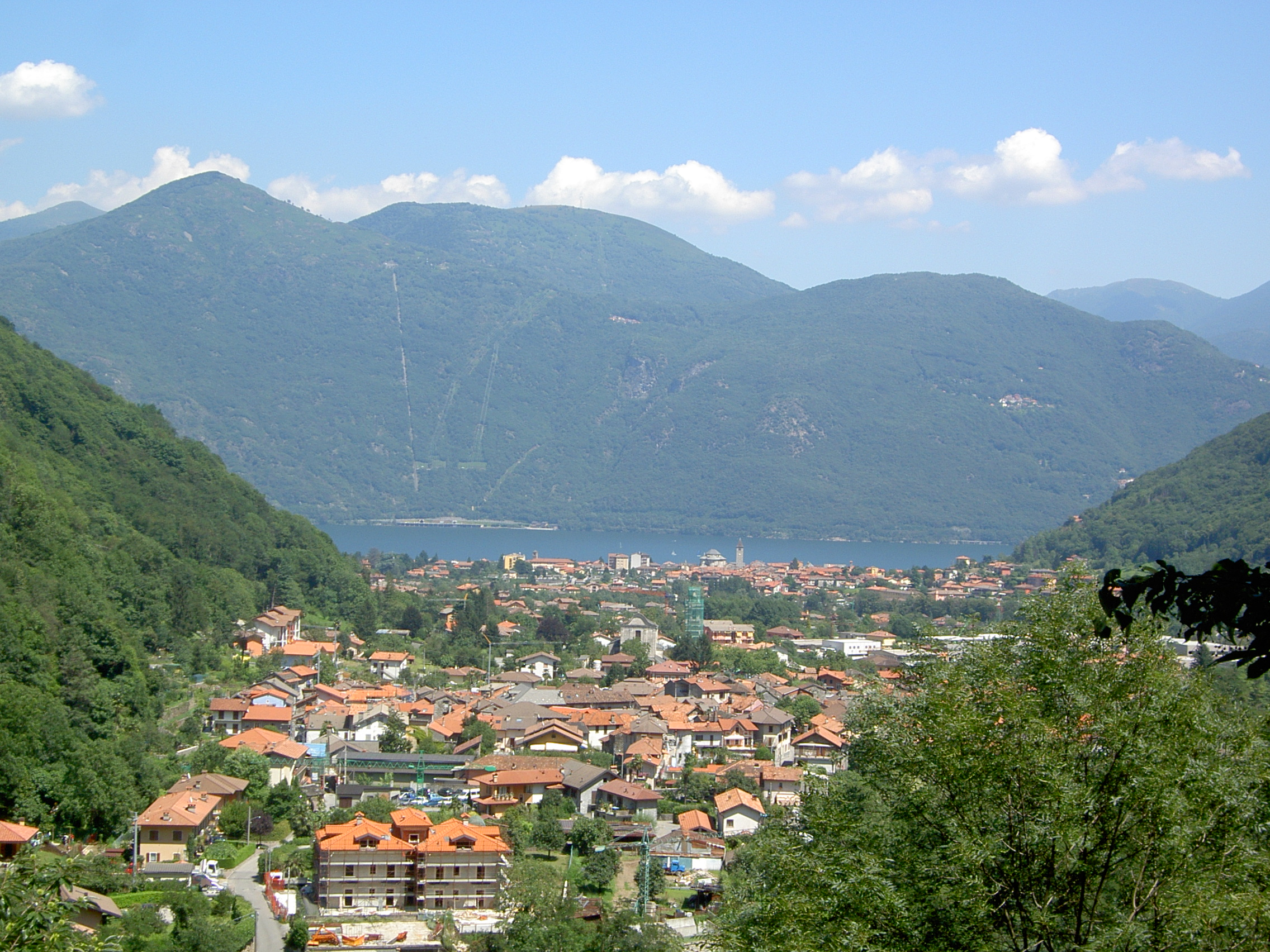
Overzicht over Cannobio

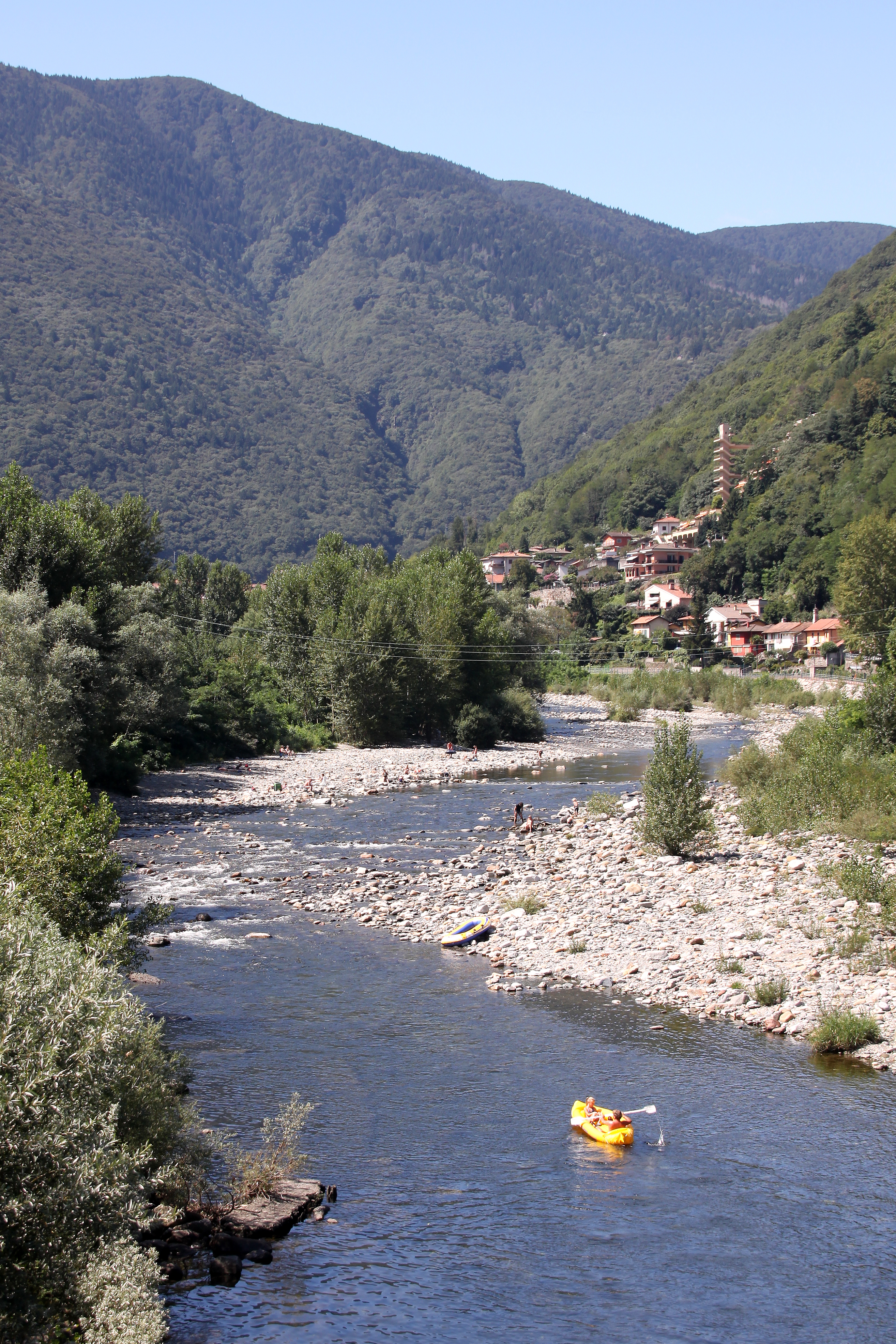
De rivier Cannobino

Cannobio ligt aan het Lago Maggiore en bestaat uit drie verschillende woonkernen. Het grootste gedeelte ligt direct aan het meer. Als men het riviertje Cannobino dat uitmondt in het meer stroomopwaarts volgt komt men in een kloof. Bij de kloof ligt een woonwijk. Dit gedeelte van Cannobio heet Traffiume. Een ander gedeelte van Cannobio ligt halverwege op een berg. Deze groep huizen vormt een kleine gemeenschap genaamd S. Agate. Cannobio wordt in de zomer bezocht door veel buitenlandse toeristen, voornamelijk uit Duitsland en Nederland.

## Geografie
Cannobio grenst aan de volgende gemeenten: Cannero Riviera, Cavaglio-Spoccia, Falmenta, Luino (VA), Maccagno (VA), Trarego Viggiona, Tronzano Lago Maggiore (VA).